# Тавелич, Николай
Николай Таве́лич  (хорв. Nikola Tavelić, около 1340, Шибеник — 14 ноября 1391, Иерусалим, Мамлюкский султанат) — святой Римско-Католической Церкви, монах из ордена францисканцев, мученик, первый хорватский святой, покровитель Хорватии.

## Биография

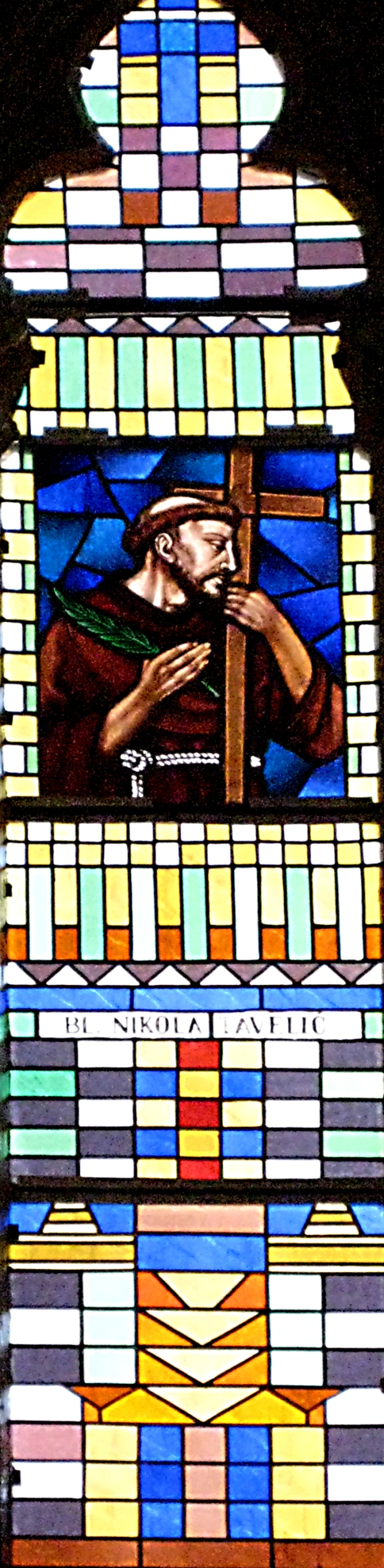
Витраж с изображением святого Николая Тавелича, капуцинская церковь Богоматери Лурдской, Риека

В 1365 году Николай Тавелич вступил в монашеский орден францисканцев. Николай Тавелич был одним из шестидесяти монахов, проповедовавших по просьбе Римского папы Григория XI в Боснии, где проживали боснийские богомилы. В 1384 году Николай Тавелич вместе с монахами Деодатом и Петром Нарбоннским отправился в Палестину. Проживал во францисканском монастыре на горе Сионе в Иерусалиме. Вместе с другими монахами Николай Тавелич был арестован кади Иерусалима и приговорён к смертной казни, которая состоялась 14 ноября 1391 года возле Яффских ворот.

## Прославление
В 1880 году епископ Антон Йосип Фоско их Шибеника инициировал процесс беатификации Николая Тавелича. В 1889 году Николай Тавелич был беатифицирован Римским папой Львом XIII и канонизирован в 1970 году Римским папой Павлом VI.
В Хорватии, Аргентине, Монреале, Мельбурне и Сиднее находятся храмы, посвящённые святому Николаю Тавеличу.
День памяти в Католической Церкви — 14 февраля.